# Bausch Health
Bausch Health Companies («Бауш Хэлс Компаниз»)— международная канадская фармацевтическая группа со штаб-квартирой в Лавале, входящий в состав мегаполиса Большой Монреаль. В списке крупнейших публичных компаний мира Forbes Global 2000 за 2021 год Bausch Health заняла 1410-е место (1252-е по обороту, 1046-е по активам и 1602-е по рыночной капитализации.

## История
Компанию основал в 1959 году Милан Панич под названием International Chemical and Nuclear Corporation (Международная химическая и ядерная корпорация), позже была переименована в ICN Pharmaceuticals. Компания базировалась в Калифорнии и в основном занималась покупкой и продажей специализированных фармацевтических компаний, наиболее известной разработкой ICN стал противовирусной препарат Рибавирин. С 1967 года акции компании котируются на Нью-Йоркской фондовой бирже. В 1991 году была куплена крупнейшая сербская фармацевтическая компания Galenika (а в следующем году Милан Панич стал премьер-министром Югославии). ICN Pharmaceuticals несколько раз была замешана в скандалах, включая фальсификацию клинических испытаний лекарств, введение в заблуждение инвесторов и инсайдерскую торговлю акциями.
По результатам очередного скандала в 2002 году Панич был отправлен в отставку; компания сменила название на Valeant Pharmaceuticals International, Inc, в 2008 году её возглавил Майкл Пирсон (J. Michael Pearson). В 2010 году она объединилась с канадской компанией Biovail, название осталось Valeant, но штаб-квартира была перенесена в Канаду (для минимализации налогообложения). Последовала серия крупных приобретений, включая Medicis Pharmaceutical в 2012 году за 2,6 млрд долларов, Bausch & Lomb в 2013 году за 8,7 млрд долларов, Solta Medical в 2014 году за 250 млн долларов, Salix Pharmaceuticals в 2015 году за 14,5 млрд долларов. В 2015 году против Valeant началась кампания в связи с многократным повышением цен на препараты купленных компаний, а также завышением выручки с использованием фиктивных продаж через компанию Philidor Rx Services. К 2017 году акции Valeant обесценились на 90 %. В апреле 2016 году Пирсон был отправлен в отставку, его место занял Джозеф Папа (Joseph C. Papa); началась постепенная распродажа активов, поскольку компании не хватало средств обслуживать 30-миллиардный долг. В 2018 году новым названием компании стало Bausch Health Companies.

## Деятельность
Производственные мощности компании находятся в Канаде, США, КНР, Польше, Ирландии, Германии, Франции и Италии. Основными рынками сбыта являются США (58 % продаж) и Китай (6 % продаж), также значимы для компании Канада, Польша, Мексика, Япония, Франция, Россия, Египет, Германия и Великобритания.
Основные подразделения по состоянию на 2021 год:
- Bausch + Lomb — продажа офтальмологических, хирургических и потребительских товаров дочерней компании Bausch & Lomb (в первую очередь контактные линзы); 45 % выручки.
- Salix — продажа в США препаратов дочерней компании Salix для лечения желудочно-кишечного тракта; 24 % выручки.
- International Rx — зарубежные продажи товаров, за исключением продукции Bausch +Lomb и Solta; 14 % выручки.
- Ortho Dermatologics — продажа дерматологических препаратов и медицинского оборудования дочерней компании Solta Medical (липосакция, омолаживание кожи); 7 % выручки.
- Diversified Products — продажа дженериков, зубоврачебной продукции и других товаров; 10 % выручки.